# Lipa, Beltinci
Lipa este o localitate din comuna Beltinci, Slovenia, cu o populație de 633 de locuitori.